# Gabriella Mujan
Gabriella Mujan (* 16. Juni 2000) ist eine niederländische Tennisspielerin.

## Karriere
Mujan, die im Alter von acht Jahren mit dem Tennissport begann, bevorzugt Hartplätze. Sie spielt hauptsächlich auf Turnieren der ITF Women’s World Tennis Tour, bei der sie bislang vier Doppeltitel gewann.

## Turniersiege

### Doppel
| Nr. | Datum             | Turnier             | Kategorie | Belag     | Partnerin                    | Finalgegnerinnen                 | Ergebnis         |
| --- | ----------------- | ------------------- | --------- | --------- | ---------------------------- | -------------------------------- | ---------------- |
| 1.  | 30. November 2019 | Antalya             | ITF W15   | Hartplatz | Quirine Lemoine              | Ioana Gașpar Nina Rudjukowa      | 6:3, 6:4         |
| 2.  | 30. Januar 2021   | Kairo               | ITF W15   | Sand      | Quirine Lemoine              | Dea Herdželaš Anita Husarić      | 4:6, 6:3, [10:6] |
| 3.  | 26. Juni 2021     | Alkmaar             | ITF W15   | Sand      | Quirine Lemoine              | Eva Vedder Stéphanie Visscher    | 6:4, 6:1         |
| 4.  | 9. April 2022     | Scharm asch-Schaich | ITF W15   | Hartplatz | María Fernanda Navarro Oliva | Dasha Ivanova Stéphanie Visscher | 6:3, 7:5         |